# 120
El año 120 (CXX) fue un año bisiesto comenzado en domingo del calendario juliano, en vigor en aquella fecha.
En el Imperio romano el año fue nombrado el del consulado de Severo y Fulvo o menos comúnmente, como el 873 ab urbe condita, siendo su denominación como 120 a principios de la Edad Media, al establecerse el Anno Domini.

## Acontecimientos
- El emperador Adriano visita Britania.
- Un contingente de embajadores indios visita a Adriano.
- Suetonio se convierte en el secretario de Adriano ab epistolis.
- El historiado y filósofo griego Arriano escribe la biografía de Alejandro Magno.[1]

## Nacimientos
- Librada, Marina, Victoria, Germana, Quiteria, Eufemia, Marciana, Genibera y Basilia. Todas ellas fueron, supuestamente, hijas del entonces gobernador romano de Gallaecia y Lusitania Lucio Castelio Severo y su esposa Calsia. Las nueve hermanas se convertirían posteriormente en mártires cristianas (existe la posibilidad de que hubiesen nacido en el año 119).
- Taciano, escritor cristiano.

## Fallecimientos
- Dion Crisóstomo, orador, escritor, filósofo e historiador griego del Imperio romano.
- Plutarco, historiador, biógrafo y filósofo griego.
- Tácito, historiador y político del romano.
- Hermes de Grecia, santo y mártir de la Iglesia católica y de la Iglesia ortodoxa.
- Marciano de Tortona, obispo de Tortona.
- Matías de Jerusalén, obispo de Jerusalén.
- Nicómaco de Gerasa, filósofo y matemático neopitagórico.